# لیتیم اکسید
لیتیم اکسید (به انگلیسی: Lithium oxide) با فرمول شیمیایی Li
2O یک ترکیب شیمیایی با شناسه پاب‌کم ۱۶۶۶۳۰ است. که جرم مولی آن 29.88 g/mol می‌باشد. شکل ظاهری این ترکیب، جامد سفید است.